# Office national d'identification de la population
 (février 2025).
Motif : Où sont les sources secondaires, centrées et indépendantes qui montrent que les critères d'admissibilité sont atteints ? De plus, l'article a été rédigé d'un bloc et les sources ont été ajoutées ensuite.
- Archive Wikiwix
- Bing
- Cairn
- DuckDuckGo
- E. Universalis
- Gallica
- Google
- G. Books
- G. News
- G. Scholar
- Persée
- Qwant
- (zh) Baidu
- (ru) Yandex
- (wd) trouver des œuvres sur Wikidata

| 1. | Préciser le motif de la pose du bandeau. | Précisez le motif de la pose du bandeau en utilisant la syntaxe suivante : {{admissibilité à vérifier\|date=mars 2025\|motif=remplacez ce texte par le motif}}                                                         |
| 2. | Informer les utilisateurs concernés.     | Pensez à avertir le créateur de l'article, par exemple, en insérant le code ci-dessous sur sa page de discussion : {{subst:avertissement admissibilité à vérifier\|Office national d'identification de la population}} |

L'Office national d'identification de la population « ONIP » est un établissement public de la république démocratique du Congo (RDC) chargé de l'identification systématique et effective de la population congolaise, tant à l'intérieur du pays qu'à l'étranger. Créé pour pallier l'absence prolongée de cartes d'identité nationales, l'ONIP vise à fournir une documentation officielle sécurisée attestant de l'identité et de la nationalité des citoyens congolais.

## Historique
Depuis près de quarante ans, les citoyens congolais ne disposaient pas de cartes d'identité nationales valides. La dernière tentative remonte à 1984 sous le régime du Maréchal Mobutu, où une opération de délivrance de cartes d'identité avait été initiée mais s'était limitée à certaines zones de Kinshasa, laissant une grande partie de la population sans documentation officielle. Cette situation a conduit à l'utilisation de divers documents tels que des cartes d'électeur ou des attestations de perte pour prouver son identité. Conscient de cette lacune, le gouvernement a entrepris des réformes pour établir un système d'identification fiable et sécurisé,,,.

## Missions et attributions
Les missions principales de l'ONIP incluent :
- Identification de la population congolaise : Enregistrement systématique des citoyens résidant en RDC et à l'étranger, en collectant des données biographiques et biométriques pour constituer un fichier général de la population[6],[7],[8],[9],[10].
- Attribution d'un numéro national d'identification (NNI) : Chaque individu enregistré se voit attribuer un NNI unique, facilitant son identification dans les systèmes administratifs et renforçant la lutte contre la fraude identitaire.
- Délivrance de la carte d'identité nationale : Production et distribution de cartes d'identité sécurisées, intégrant des technologies modernes pour garantir leur authenticité et leur durabilité[11],[12],[13],[14],[15],[16],[17].
- Gestion du fichier général de la population (FGP) : Mise à jour continue des données relatives à l'identité des personnes physiques, en collaboration avec les services de l'état civil et autres institutions concernées[18],[19],[20],[21],[22].

## Cadre légal
Le fonctionnement de l'ONIP est encadré par plusieurs textes législatifs, notamment le décret n° 22/07 du 02 mars 2022 portant création d'un Fichier Général de la Population en RDC. Ce décret stipule que l'ONIP est responsable de la constitution et de la gestion du FGP, qui centralise les informations biographiques et biométriques des citoyens et des résidents étrangers en RDC. Le FGP est conçu pour être une base de données de référence, garantissant l'authenticité des informations et facilitant les échanges entre les différentes administrations,,.

## Développement récent
Le 30 juin 2023, marquant le 63ᵉ anniversaire de l'indépendance de la RDC, le Président Félix Antoine Tshisekedi Tshilombo a reçu la première nouvelle carte d'identité nationale, symbolisant le lancement officiel de l'opération de délivrance par l'ONIP. Cette cérémonie, tenue à l'esplanade du ministère de l'Intérieur, a marqué une étape cruciale dans la mise en œuvre du système d'identification nationale,,.
La nouvelle carte d'identité nationale est conçue avec des caractéristiques de sécurité avancées, notamment l'utilisation du polycarbonate pour une durabilité accrue, l'intégration de données biométriques, et des éléments visuels tels que le léopard, le drapeau et l'étoile, symboles nationaux de la RDC. Ces éléments visent à prévenir la falsification et à assurer une reconnaissance facile et fiable de l'identité des citoyens.

## Perspectives
L'ONIP prévoit d'étendre progressivement l'opération de délivrance des cartes d'identité à l'ensemble de la population congolaise, en commençant par des personnalités dont l'identité est irréfutable, puis en s'étendant à tous les citoyens. Cette initiative vise à renforcer la sécurité nationale, faciliter les démarches administratives, et garantir aux citoyens un moyen officiel et sécurisé de prouver leur identité. La mise en place du fichier général de la population permettra également une meilleure planification des politiques publiques et une gestion plus efficace des ressources,,,,.
En conclusion, l'office national d'identification de la population joue un rôle central dans la modernisation de l'administration publique en RDC, en fournissant aux citoyens une preuve d'identité fiable et en contribuant à la sécurisation des transactions et des interactions au sein de la société congolaise.